# Liste der Kulturdenkmäler in Burrweiler
In der Liste der Kulturdenkmäler in Burrweiler sind alle Kulturdenkmäler der rheinland-pfälzischen Ortsgemeinde Burrweiler aufgeführt. Grundlage ist die Denkmalliste des Landes Rheinland-Pfalz (Stand: 14. August 2023).

## Denkmalzonen
| Bezeichnung          | Lage | Baujahr                 | Beschreibung | Bild            |
| -------------------- | --- | ----------------------- | --- | --------------- |
| Denkmalzone Ortskern | Am Pfarrgarten, Gaisbergstraße, Hauptstraße, Mönchstraße, Raiffeisenstraße, Schloßgasse, Weinstraße Lage | 16. bis 19. Jahrhundert | geschlossene historische Bausubstanz im Wesentlichen des 16. bis 19. Jahrhunderts, die Wohnhäuser oft eingeschossig über Hochkeller, aber auch mit Fachwerk-Obergeschossen; zahlreiche Torbögen | Fotos hochladen |

## Einzeldenkmäler
| Bezeichnung                           | Lage                                                                                    | Baujahr                            | Beschreibung | Bild                           |
| ------------------------------------- | --------------------------------------------------------------------------------------- | ---------------------------------- | --- | ------------------------------ |
| Inschrifttafel                        | Gaisbergstraße, an Nr. 9 Lage                                                           | 1792                               | Inschrifttafel, reliefiert, bezeichnet 1792 | Fotos hochladen                |
| Hofanlage                             | Hauptstraße 1/3 Lage                                                                    | erste Hälfte des 18. Jahrhunderts  | ehemaliges Gasthaus; Hofanlage, erste Hälfte des 18. Jahrhunderts; barocke Krüppelwalmdachbauten, teilweise Fachwerk, Nr. 1 bezeichnet 1718 (Bild)                                                          | Fotos hochladen                |
| Torbogen                              | Hauptstraße, an Nr. 2 Lage                                                              | 1617                               | Torbogen, Renaissance, bezeichnet 1617 | Fotos hochladen                |
| Wohnhaus                              | Hauptstraße 11 Lage                                                                     | 1737                               | barockes Wohnhaus, bezeichnet 1737 (Bild) | Fotos hochladen                |
| Wohnhaus                              | Hauptstraße 12 Lage                                                                     | 1643                               | Wohnhaus, Walmdachbau, spätgotische Sandsteingliederung, bezeichnet 1643; an einem Nebengebäude Fensterarkade mit Handwerkerzeichen (Bild)                                                                  | Fotos hochladen                |
| Wohnhaus                              | Hauptstraße 13 Lage                                                                     | 1800                               | nachbarockes Wohnhaus, bezeichnet 1800 | Fotos hochladen                |
| Spolien                               | Hauptstraße, an Nr. 20 Lage                                                             | 1580                               | Eckquader, bezeichnet 1580 | Fotos hochladen                |
| Kellerbogen                           | Hauptstraße, an Nr. 35 Lage                                                             | 1712                               | barocke Kellertür, bezeichnet 1712 | Fotos hochladen                |
| Wohnhaus                              | Hauptstraße 37 Lage                                                                     | 17. oder 18. Jahrhundert           | Wohnhaus, Krüppelwalmdachbau, teilweise Fachwerk, 17. oder 18. Jahrhundert | Fotos hochladen                |
| Kellerbogen                           | Hauptstraße, an Nr. 43 Lage                                                             | 1728                               | barocker Kellerbogen, bezeichnet 1728 | Fotos hochladen                |
| Torbogen                              | Hauptstraße, an Nr. 45 Lage                                                             | 1776                               | Torbogen mit Nebenpforte, bezeichnet 1776 | Fotos hochladen                |
| Hofanlage                             | Hauptstraße 47 Lage                                                                     | 18. Jahrhundert                    | barocker Dreiseithof, 18. Jahrhundert; eingeschossiger Krüppelwalmdachbau über Hochkeller | Fotos hochladen                |
| Schulhaus                             | Hauptstraße 50 Lage                                                                     | um 1900                            | ehemalige Schule; historisierender Sandsteinquaderbau, Walmdach, um 1900 | Fotos hochladen                |
| Wappenstein                           | Hauptstraße, an Nr. 51 Lage                                                             | 1761                               | Wappenstein, bezeichnet 1761 | Fotos hochladen                |
| Rathaus                               | Hauptstraße 52 Lage                                                                     | 1751                               | barocker Walmdachbau, bezeichnet 1751 | Fotos hochladen                |
| Skulptur                              | Hauptstraße, an Nr. 63 Lage                                                             | um 1717                            | barocke Muschelnische, Reliefs und Skulpturen, um 1717 | Fotos hochladen                |
| Brunnen                               | Hauptstraße, bei Nr. 73 Lage                                                            | 1551                               | Laufbrunnen, bezeichnet 1551 (?) | Fotos hochladen                |
| Friedhofskreuz, Bildstock und Grabmal | Im Immengarten, auf dem Friedhof Lage                                                   | ab dem 16. oder 17. Jahrhundert    | Friedhofskreuz, Sandstein, bezeichnet 1916; Bildstock, wohl aus dem 16. oder 17. Jahrhundert (Bild); Grabmal K. Minges, neugotische Stele, Muttergottes, um 1868                                            | Fotos hochladen                |
| Kellerbogen                           | Mönchstraße, an Nr. 1 Lage                                                              | 1604                               | Kellerbogen, bezeichnet 1604 | Fotos hochladen                |
| Schlossgarten                         | Schloßgasse, bei Nr. 3 Lage                                                             | 1585                               | ehemaliger Schlossgarten, jetzt Parkplatz; Spolien, Gartenmauer, Renaissance-Portalgewände, bezeichnet 1585, zwei skulptierte Werkteile                                                                     | Fotos hochladen                |
| Hofanlage                             | Schloßgasse 4 Lage                                                                      | spätes 16. Jahrhundert             | ehemaliger Adelshof; Walmdachbau, spätes 16. Jahrhundert, Umbauten im 18. Jahrhundert und um 1830, Renaissancebauteile bezeichnet 1585                                                                      | Fotos hochladen                |
| Zehnthof                              | Weinstraße 3 Lage                                                                       | 18. Jahrhundert                    | ehemaliger Zehnthof der von der Leyen; eingeschossige Dreiflügelanlage über Hochkeller, 18. Jahrhundert | Fotos hochladen                |
| Gasthaus Ritterhof zur Rose           | Weinstraße 6 Lage                                                                       | zweite Hälfte des 18. Jahrhunderts | spätbarockes Hauptgebäude, wohl aus der zweiten Hälfte des 18. Jahrhunderts, Anbau/Kelterraum wohl aus dem 19. Jahrhundert, Wandnische mit Skulptur, klassizistische Hoftorpfeiler                          | Fotos hochladen                |
| Katholische Kirche Maria Heimsuchung  | Weinstraße 14 Lage                                                                      | 1523                               | gotischer Chorturm, barocker Helm, spätgotischer Saalbau, 1523, 1866 verlängert; Kirchhofmauer, bezeichnet 1597 (Bild)                                                                                      | weitere Bilder Fotos hochladen |
| Kriegerdenkmal                        | Weinstraße, bei Nr. 14 Lage                                                             | 1920er Jahre                       | Kriegerdenkmal 1914/18, reliefierte Schauwand, 1920er Jahre | Fotos hochladen                |
| Kruzifix                              | Weinstraße, bei Nr. 14 Lage                                                             | 1775                               | Kruzifix, spätbarock, Sandstein, bezeichnet 1775, Kreuzstamm bezeichnet 1804 | Fotos hochladen                |
| Hofanlage                             | Weinstraße 17 Lage                                                                      | 1604                               | Hofanlage; Krüppelwalmdachbau,Fachwerk-Polygonalerker, Renaissance-Torbogen, bezeichnet 1604 | Fotos hochladen                |
| Schloss                               | Weinstraße 18 Lage                                                                      | 1754                               | ehemaliges Schloss; Amtshaus, mehrteilige Anlage, im Kern barocker Walmdachbau über Hochkeller, bezeichnet 1754, Renaissance-Torbogen (Bild) mit Nebenpforte, bezeichnet 1587, ein weiterer bezeichnet 1577 | weitere Bilder Fotos hochladen |
| Wohnhaus                              | Weinstraße 22 Lage                                                                      | 18. Jahrhundert                    | barockes Fachwerkwohnhaus, teilweise massiv, 18. Jahrhundert | Fotos hochladen                |
| Wohn- und Geschäftshaus               | Weinstraße 23 Lage                                                                      | 1886                               | stattliches Wohn- und Geschäftshaus, Neurenaissance, bezeichnet 1886 | Fotos hochladen                |
| Wohnhaus                              | Weinstraße 24 Lage                                                                      | 18. Jahrhundert                    | barockes Fachwerkwohnhaus, teilweise massiv, Walmdach, Fachwerkhaus, 18. Jahrhundert | Fotos hochladen                |
| Tafelbild                             | Weinstraße, an Nr. 25 Lage                                                              | 18. Jahrhundert                    | St. Nepomuk, Tafelbild, 18. Jahrhundert | Fotos hochladen                |
| Torbogen                              | Weinstraße, an Nr. 26 Lage                                                              | 1744                               | Torbogen, barock, bezeichnet 1744 | Fotos hochladen                |
| Napoleonsbank                         | östlich des Ortes an der L 507; Flur Auf der Hohl Lage                                  | um 1811                            | Napoleonsbank, um 1811 | Fotos hochladen                |
| Wegekreuz                             | östlich des Ortes an der L 507 Lage                                                     | 1838                               | Wegekreuz; Sandstein, bezeichnet 1838 | Fotos hochladen                |
| Kreuzweg                              | westlich des Ortes, am Weg zur St. Anna-Kapelle; Fluren Am Schäwer und Am Hüttberg Lage | Ende des 19. Jahrhunderts          | Kreuzweg; gründerzeitliche übergiebelte Nischen mit Reliefs, Sandstein | weitere Bilder Fotos hochladen |
| Katholische St.-Anna-Kapelle          | westlich des Ortes; Distrikt Kappenbusch Lage                                           | 1895/96                            | Wallfahrtskapelle, neugotischer Putzbau, 1895/96, Architekt Wilhelm Schulte I., Speyer | weitere Bilder Fotos hochladen |